# Flokusy
Flokusy (dawniej Flakusy; kaszb. Flokùsë) - północno-zachodnia część Kościerzyny obejmująca "Osiedle Tomasza Rogali", oraz obszar pomiędzy nim a rezerwatem Strzelnica oraz trasą linii kolejowej Kościerzyna-Brusy-Chojnice. Nazwa pochodzi od przezwiska Flakus, według ks. Sychty pochodnego od apelatywu flak oznaczającego jelito. 